# Carl Derzewski
Carl Derzewski, auch Karl Eugen Derzewski (* 3. August 1855 in Christburg; † 4. Dezember 1914 in Berlin) war ein Konteradmiral der Kaiserlichen Marine.

## Leben
Carl Derzewski trat als Kadett am 8. April 1873 in die Kaiserliche Marine ein. Am 13. Januar 1881 wurde er Leutnant zur See. Später diente er als Kapitänleutnant im Oberkommando der Marine. 1892 wurde Derzewski Kommandant des Avisos Grille.
Als Vertretung war er als Korvettenkapitän von Mitte September 1895 bis Anfang Dezember 1895 Kommandant der Panzerkorvette Bayern. Im Mai 1896 übernahm er kurzzeitig das Küstenpanzerschiff Siegfried.
Vom 1. August 1896 bis 21. September 1896 war er Kommandant des Küstenpanzerschiffs Frithjof. Anschließend war er bis Mai 1897 nochmals Kommandant der Siegfried und ebenso von Juli bis zur Außerdienststellung Ende September 1897. Er wurde Vorstand der Artillerie- und Minendepots in Friedrichsort.
Ab April 1900 war er bis zur Außerdienststellung im August 1900 Kommandant der Kreuzerkorvette Nixe. Von Ende Oktober 1900 bis Mitte März 1902 war er anschließend Kommandant des Großen Kreuzers Hertha. In dieser Position wurde er zum Kapitän zur See befördert. Das Schiff wurde unter seinem Kommando in Ostasien eingesetzt. Anschließend wurde er Vorstand der Seetransport-Abteilung (A. VI. S.) im Reichsmarineamt in Berlin. Von Mitte September 1905 an war er für ein Jahr Kommandant des neu in Dienst gestellten Linienschiffs Hessen. Er übernahm am 25. September 1906 als Oberwerftdirektor die Leitung der Kaiserlichen Werft Danzig. Anfang Oktober 1907 wurde er zur Verfügung des Chefs der Marinestation der Ostsee gestellt. Am 15. Oktober 1907 wurde er als Konteradmiral (Beförderung am 3. Oktober 1907) zur Disposition gestellt.
Sein Sohn war der spätere preußische Regierungspräsident und SS-Oberführer Hermann Darsen.

## Auszeichnungen (Auswahl)
- Ritterkreuz des Königlich Niederländischen Löwen-Ordens: 1891[6]
- Offizierskreuz des Ordens der Italienischen Krone: 1893[7]
- Ritterkreuz I. Klasse des Bayerischen Militär-Verdienstordens: 1895[8]